# Aleptina junctimacula
Aleptina junctimacula là một loài bướm đêm trong họ Noctuidae.